# Икономическа мисъл
„Икономическа мисъл“ е академично списание, издавано от Института за икономически изследвания при Българска академия на науките, без прекъсване от 1956 г.
Главен редактор е проф. д-р Спартак Керемидчиев, а в редакционната колегия влизат представители на различни български университети.
Списанието се издава в хибриден формат – на хартиен носител и в електронна версия – четири пъти годишно.
В „Икономическа мисъл“ се публикуват статии на три езика – български, английски и френски. Статиите преминават двойно анонимно рецензиране от български и чуждестранни рецензенти, както и проверка през софтуер за проверка за плагиатство и изкуствен интелект при подготовка на ръкописи.

## Теми
„Икономическа мисъл“ публикува оригинални статии, посветени на развитието на икономическата теория и нейното приложение в практиката. Акцентира на теми като:
- Икономически растеж и устойчиво икономическо развитие
- Социално-икономически реформи в развити и развиващи се икономики
- Парична и фискална политика
- Банкови и небанкови финансови институции
- Финансови, трудови и стокови пазари
- Модерни методи за управление на предприятията
- Дигитална икономика
- Поведенческа икономика
- Управление на кризи.[1]